# Diocese de Linköping
Diocese de Lincopinga[a] (em latim: Diocesis Lincopensis; em sueco: Linköpings stift) é uma das 13 dioceses constituintes da Igreja da Suécia e está sediada na Catedral de Lincopinga, na cidade de Lincopinga. Foi criada em 1120, como um documento de Florença atesta. No início, cobria a Gotalândia Oriental, Esmolândia, Olândia e Gotlândia, mas hoje cobre só a Gotalândia Oriental e o norte da Esmolândia.

Mapa da diocese